# Gamma Gruis
Gamma Gruis (Aldhanab, γ Gru) – gwiazda w gwiazdozbiorze Żurawia. Jest odległa od Słońca o około 211 lat świetlnych.

## Nazwa
Gwiazda ta ma tradycyjną nazwę Aldhanab, która wywodzi się od arabskiego słowa ‏الذنب‎ ‏al-ḏanab‎, co oznacza „ogon” i nawiązuje do położenia gwiazdy w dawnych granicach konstelacji Ryby Południowej. Obecnie wskazuje ona oko Żurawia. Międzynarodowa Unia Astronomiczna w 2017 roku formalnie zatwierdziła użycie nazwy Aldhanab dla określenia tej gwiazdy.

## Charakterystyka
Aldhanab to gwiazda pojedyncza, błękitny olbrzym lub jeszcze podolbrzym należący do typu widmowego B. Jego temperatura to 12 400 K, a jasność, uwzględniając promieniowanie ultrafioletowe, jest 390 razy większa od jasności Słońca. Gwiazda ma promień 4,3 razy większy od Słońca i czterokrotnie większą masę. Gwiazda niedawno zakończyła (lub jeszcze kończy) syntezę wodoru w hel w jądrze i jest w trakcie zamieniania się w czerwonego olbrzyma. Ostatecznie gwiazda odrzuci otoczkę, stając się węglowo–tlenowym białym karłem.